# Cabanyal-Canyamelar
El barri del Cabanyal-Canyamelar és, des de finals del segle xix, un barri mariner de la ciutat de València. Fins al 1897 va ser un municipi independent conegut com el Poble Nou de la Mar.
La seua peculiar trama en retícula deriva de les alineacions de les antigues barraques, paral·leles al mar. Aquest tret particular li conferí la protecció com a Bé d'Interès Nacional. El poble, principalment de pescadors, prompte es va convertir en una zona d'interès com a lloc de descans i lleure per a les famílies benestants valencianes.
A la darreria del segle xix es projecten diverses propostes per construir un gran passeig que uniria la ciutat de València amb la mar travessant el Cabanyal. El darrer projecte, finalment suspès el 2015, pretenia ampliar l'avinguda de Vicent Blasco Ibáñez enderrocant quasi 2.000 edificis molts dels quals amb grau de protecció patrimonial de caràcter estatal. La forta contestació social i diverses sentències judicials aconseguiren aturar aquest projecte.
Tot i que administrativament és considerat un sol barri, el Cabanyal-Canyameral està format per tres barris: el Cabanyal, el Canyamelar i el Cap de França, aquest darrer molt freqüentment ignorat. Aquesta diferenciació encara és ben present entre el veïnat de les tres barriades, no debades hi han iniciatives ciutadanes que demanden la segregació en barris diferents de forma oficial.

## Geografia
El barri del Cabanyal-Canyamelar, situat en el front litoral de la ciutat de València i integrat en el districte de Poblats Marítims, comprèn una superfície de 1,3 km² des de l'avinguda dels Tarongers pel nord i l'alineació dels carrers del Doctor Marcos Sopena, Plaça de la Setmana Santa Marinera i Francesc Cubells pel sud. Per l'est limita amb la costa a través de la platja de les Arenes i per l'oest amb l'alineació dels carrers Lluís Peixó, Marí Blas de Lezo i de la Serradora.
Barris limítrofs
|                                   | Nord: la Malva-rosa |                      |
| Oest: Beteró l'Illa Perduda Aiora | Rosa dels vents     | Est: la Mediterrània |
|                                   | Sud: el Grau        |                      |

Les principals vies del Cabanyal-Canyamelar són el carrer de la Reina que travessa de nord a sud el barri en paral·lel a la línia de costa i que exerceix de carrer major o principal del barri, el carrer de la Mediterrània que ho fa d'est a oest i es disposa en l'eix central de la particular retícula urbanística del Cabanyal-Canyamelar, dividint entre els nuclis tradicionals del Cabanyal i el Canyamelar. També perpendicular a la mar destaca l'eix dels carrers Antoni Joan i Pintor Ferrandis que coincideix en l'antic camí del Cabanyal.
A la part més propera a la costa trobem el carrer d'Eugènia Viñes i el carrer del Doctor Lluch per on transcorre el circuit circular o bucle de la línies 4 i 6 de tramvia de Metrovalencia que comuniquen amb la resta de la xarxa a través de l'Avinguda dels Tarongers pel nord, i pel carrer de Francesc Cubells pel sud i que enllaça amb l'estació de Marítim-Serradora (al barri d'Aiora) on la línia passa a ser subterrània. En total 8 estacions o parades de tramvia donen servei al barri:
- La Cadena
- Eugènia Viñes
- Les Arenes
- La Marina
- Dr. Lluch
- Mediterrani
- Grau-Canyamelar
- Francesc Cubells

També el barri compta amb el servei d'una estació de ferrocarril, l'Estació del Cabanyal, situada en l'encreuament entre l'avinguda de Blasco Ibáñez amb el carrer de la Serradora, al límit oest del barri. Aquesta estació està integrada en la xarxa de Rodalies de València.

## Història

### L'origen del Cabanyal

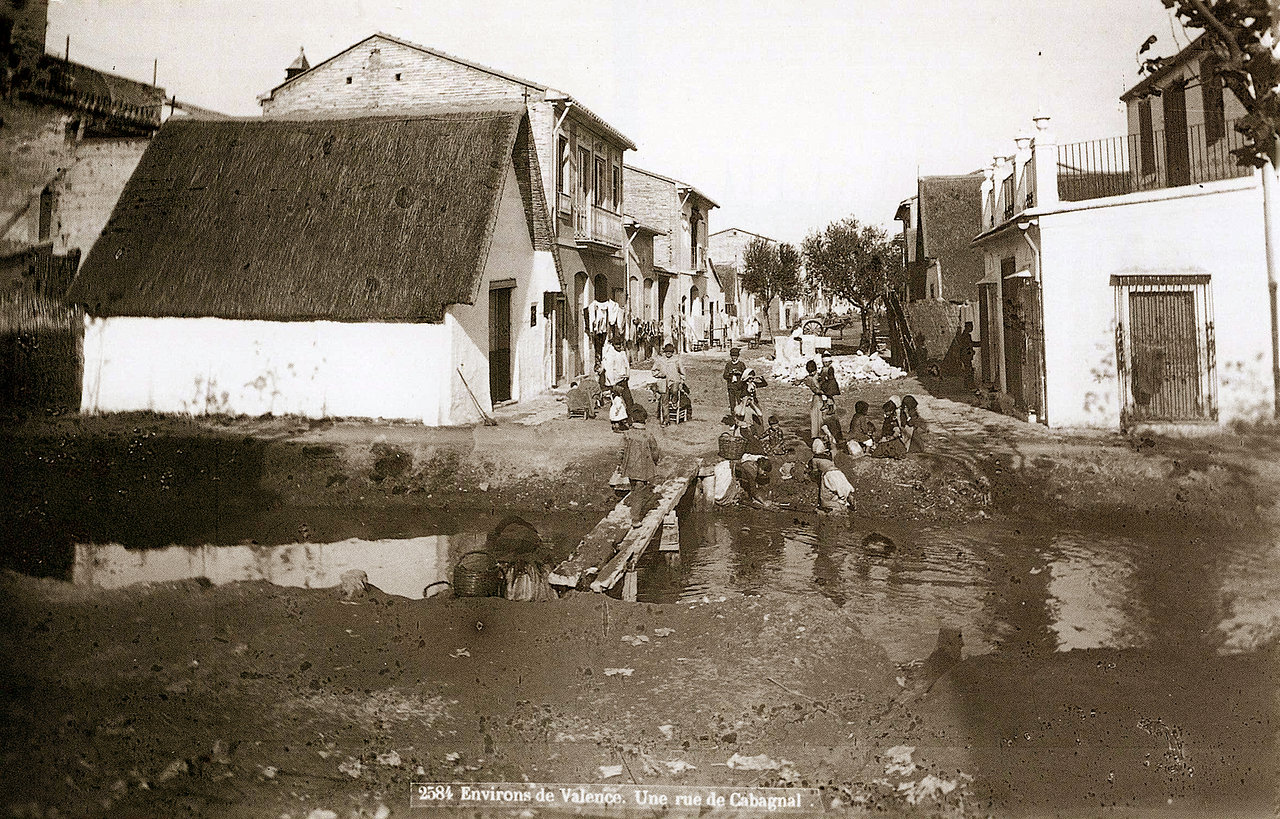
Un carrer del Cabanyal cap al 1888.

L'origen del barri es remunta a les primeres barraques i cabanes (d'aquí l'origen del nom de Cabanyal) aixecades per humils famílies pescadores a l'ombra de les muralles de la Vilanova del Grau, quan el seu port encara no tenia l'entitat actual. La primera referència al topònim "Cabanyal" el trobem als inicis del segle xv, concretament a dos documents que esmenten el camí o senda del Cabanyal, un de l'any 1408 i altre de 1422.
Poc a poc la població s'aniria estabilitzant al llarg del front litoral al nord del Grau des de la zona més propera a aquest (el que es coneix actualment com Canyamelar) fins al camí del Cabanyal (més al nord) i un poc més enllà (Cap de França). Una franja que, almenys des de 1722, s'agrupava sota la demarcació parroquial de l'església de Sant Tomàs de València i on es comptabilitzaven una vintena de cabanyes o barraques i una ermita, la dels Àngels, que coincidiria aproximadament on actualment es localitza l'Església dels Àngels del Cabanyal.
El creixement demogràfic que a partir de la dècada del 1720 va experimentar tant al Regne de València com aquesta demarcació marinera va permetre consolidar un nucli que el 1796 ja sumava un centenar d'edificacions entre el Grau i la desembocadura de la séquia de la Cadena (límit nord del barri històric). No debades en aquest període es construeix l'ermita nova del Rosari (1760), actual església al Canyamelar, i una nova ermita dels Àngels (1791-1807), al Cabanyal.

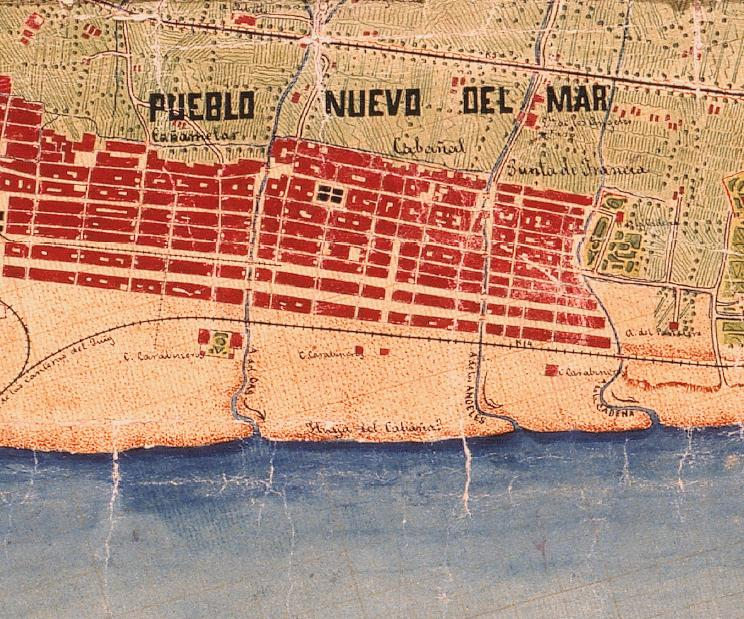
Plànol del Poble Nou de la Mar del 1883.

És en aquest moment de creixement quan es produeix la divisió toponímica de la zona que fins aleshores era coneguda únicament com a Cabanyal. El nom de Canyamelar, per la presència de cultius de canya de sucre o canyamel, ve a definir el conjunt que va des del Grau fins a la séquia d’en Gasch, actual carrer de la Mediterrània. Poc més tard, cap al 1800, apareix esmentat el nom de Cap de França per a referir-se a l'extrem nord (i potser per això rebé aquell nom, ja que mirava cap a territori francès), des del camí del Cabanyal i la séquia dels Àngels (l’actual carrer del Pintor Ferrandis) fins a la séquia de la Cadena (l’actual avinguda dels Tarongers). D’eixa manera, la part que quedà enmig mantingué el nom històric que havia rebut tota la zona des d’època medieval: el Cabanyal.
La construcció del primer moll del port a la dècada de 1790 significà un canvi en la fesomia del barri i un revulsiu per al seu creixement. Aquest nou moll portuari provocà l'acumulació d'arena a les platges del Cabanyal i la seua consegüent ampliació el que va convertir tota la zona en un pol d'atracció per la burgesia valenciana que venia a passar temporades d'estiu i a construir segones residències.
També els incendis de febrer, març i abril de 1796 que cremaren fins a 86 de les barraques del Cabanyal, una cinquena part dels habitatges, majoritàriament barraques que pertanyien a llauradors, i sobretot, pescadors que vivien de la Pesca del bou. Els plans il·lustrats per a la reconstrucció mai es van dur a terme i el Cabanyal-Canyamelar continuà amb el seu paisatge de barraques i alqueries, com a mínim, un segle més. L'única mesura adoptada va ser prohibir la construcció de noves barraques i fer imprescindible la llicència per a reparar les ja existents.

### El Poble Nou de la Mar

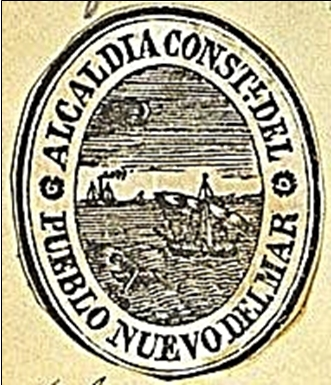
Segell de l'Ajuntament del Poble Nou de la Mar (1837).

L'any 1837 es constitueix el municipi del Poble Nou de la Mar, format pels nuclis del Cabanyal, el Canyamelar i el Cap de França. El moment coincideix en una fase d'expansió demogràfica. El Poble Nou de la Mar va passar de 2.000 a 11.000 habitants en el segle xix i a partir de 1840 es comencen a construir les illes de cases que donarien peu al carrer de la Reina.
Un tercer incendi assola el Cap de França l'any 1875 el que empenta a substituir totes les barraques per noves construccions d'obra seguint un esquema d'illes lineals i denses, amb habitatges de dos pisos amb façanes entre els cinc i els nou metres. Fou un període que es va allargar fins a l'esclat de la Guerra Civil l'any 1936 i que va estendre el barri cap a la mar segons el model urbanístic de carrers paral·lels a la costa travessats per altres de més estrets que coincideixen en les antigues séquies que desguassaven en la mar.
La independència del Poble Nou de la Mar també va comportar la construcció d'importants equipaments i edificis singulars com el de la Casa de la Reina el 1859, el Teatre de la Marina que va obrir en un primer moment el 1856 tot i que un incendi quasi immediatament després va impedir reobrir-lo fins a l'any 1865. També s'erigí un mercat estable l'any 1869 que va ser enderrocat el 1958, el Cementeri del Cabanyal així com una modesta casa de l'Ajuntament al carrer del Rosari, ja desapareguda.
Una societat en ebullició que es va traduir en la constitució de nombroses entitats com el Casino Industrial, el Casino Republicà, el Casino Catòlic, el Casino del Comerç, el Cercle Recreatiu de la Marina, el Patronat Musical (després Ateneu Musical), la Societat Musical Unió de Pescadors, la Societat Artística Escalante, etc. Igualment, en substitució dels antics gremis, aparegueren les societats protectores de finançament i suport mutu, com la Marina Auxiliant i el Progrés Pescador, amb els seus pòsits de pescadors. Entitats moltes d'elles que es feren construir les seues seus com la Casa dels Bous (1895), la Fábrica de Gel, la Llotja del Peix o el Casinet del Progrés Pescador. Aquests dos darrers foren dissenyats per l'arquitecte Joan Baptista Gosálvez (1844-1925), que exercí com a arquitecte municipal, també després de l'annexió a la ciutat de València de 1897.
L'ús turístic de les platges i nucli del Cabanyal és una realitat. L'any 1876, concretament el dia 23 de juny vespra de Sant Joan, s'inaugura la línia de tramvia que comunicava el centre de València amb les platges del Cabanyal. El 1887 es construeix del Balneari de les Arenes i començaren a establir-se els primers xalets marítims, com el de Blasco Ibáñez en 1902, tot i que molt més al nord, ja en el nucli de la Malva-rosa, que justament s'anà configurant en aquells moments.

### La incorporació a València

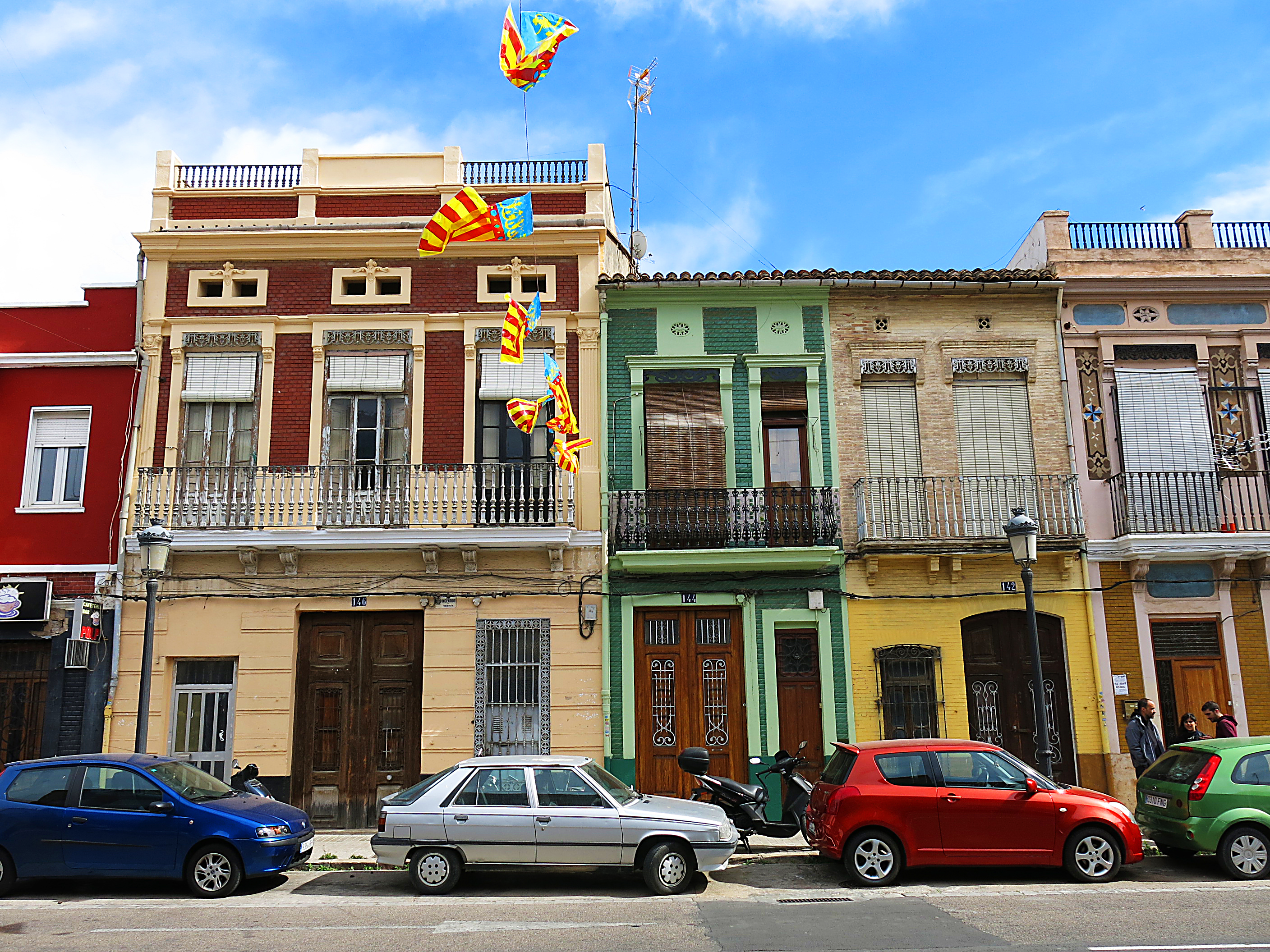
Conjunt de cases modernistes al carrer de la Reina.

El 1897 el Poble Nou de la Mar fou annexat a València en el context de la integració de tots els poblats de l’antiga Particular Contribució de la ciutat, concretament la veïna Vilanova del Grau i Campanar. La mesura va tindre una important contestació social. El procés d'expansió del barri continua i ja entrats al segle xx quasi ja no es troben cap de les tradicionals barraques que donaven nom al Cabanyal i es desenvolupa una arquitectura particular que reinterpreta del modernisme amb el peculiar tractament de la ceràmica vidriada per a l'ornamentació de les façanes. El llenguatge d'aquestes edificacions està influenciat per les obres cultes de la classe dirigent, però amb unes matisacions pròpies que les converteixen en una veritable creació. Les característiques d'ingenuïtat i despreocupació culturalista i normativa, la pervivència d'una línia de tradició, el gust per l'ornamentació i per una certa vistositat, la cura d'un treball artesanal i la falta de virtuosismes estètics són els elements de l'art popular que es mantenen en aquestes edificacions.
L'esmentat Joan Baptista Gosálvez i el seu fill Víctor Gosálvez (1888-1965), també arquitecte, foren els impulsors i responsables de moltes d'aquestes cases d'estil modernista popular instal·lades seguint la trama en retícula formada per l’alineació i superposició històrica de les barraques davant del front marítim fins a formar el peculiar conjunt urbà que encara hui en dia dona cos a l’actual barri del Cabanyal-Canyamelar.
L'any 1912 s'inicien les obres de cobriment de les séquies i empedrat dels carrers del barri amb l'objectiu de millorar les condicions de salubritat i higiene pública, pel que es crea la primera xarxa de clavegueram. En aquesta mateixa línia es construeixen també dos escorxadors públics així com la Gallera de la Societat Artística Escalante, l’Asil o Sanatori del Carme (actualment un hospital concertat) fundat en 1919 per Eugènia Viñes (1860-1923).
El 1957 la Riuada de València afectà considerablement els poblats marítims ja que les travessies i els carrers amb direcció al mar esdevingueren torrenteres d'aigua. L'aigua cobria les cases del Cabanyal que eren d'una planta, i la planta baixa de les que en tenien dues o tres. El Sanatori del Carme hagué de desallotjar tots els malalts perquè l'aigua pujava i pujava. La pèrdua de pes específic de l'activitat pesquera abocà al barri a un procés de degradació i abandonament que es va veure agreujat pel pla de prolongació de l'avinguda Blasco Ibáñez.

### Degradació i amenaça de destrucció
El primer projecte d'unir urbanísticament la ciutat de València amb el Cabanyal és del 1865 obra de l'arquitecte Manuel Sorní i Grau. Un gran bulevard que va rebre el nom de "Passeig de València a la mar" i que anava des dels jardins de Vivers fins al Poble Nou de la Mar paral·lelament a l'antic camí del Cabanyal. Aquest projecte, que finalment no es va dur endavant, va obrir el camí a successius projectes de diferents arquitectes com el de Casimir Meseguer de 1883, el de José María Manuel Cortina de 1899 o el de José Pedrós de 1913, aquest darrer amb un traçat que esquivava el barri del Cabanyal.
En 1946 el Pla General d'Ordenació Urbana (PGOU) de València manté la idea de ciutat jardí, varia la traça cap al nord (fent-la coincidir amb Pintor Ferrandis) i limita la secció a 40 metres. Aquest pla a penes tindria cap incidència sobre el barri. En 1966 l'Ajuntament va presentar el que seria el seu més ambiciós projecte fins avui al projectar una via de 100 metres sobre la trama reticular del barri i que troba similituds amb el traçat proposat pel Pla de Protecció i Reforma Interior (PEPRI) de 2001, el darrer intent d'enderroc d'una bona part del barri i prolongació de l'avinguda fins a la mar.
Però el 22 de febrer de 1978 s'acorda la declaració de Conjunt Historicoartístic del Cabanyal per part del Ministeri de Cultura el que força al Tribunal Suprem la suspensió dels plans i augmenta les esperances de conservació del Cabanyal. El nucli original de l'eixample del Cabanyal és protegit sota la figura de Bé d'Interès Cultural (BIC) el 1993 amb informes del Consell Valencià de Cultura, del Departament d'Història de l'Art de la Universitat de València i de la Universitat Politècnica de València. Quatre anys més tard, el 1997, el govern municipal de l'alcaldessa Rita Barberà (PP) impulsava un pla que recuperava el vell somni de prolongar l'avinguda pel bell mig del barri, el conegut PEPRI que va obrir una batalla legal entre el veïnat del barri que va lluitar per salvar el Cabanyal d'una actuació urbanística que condemnava el barri a la destrucció i l'espoli.
La plataforma Salvem el Cabanyal aconseguí diverses sentències judicials en contra del PEPRI tot i que no es va suspendre fins a la sortida del govern de l'alcaldessa Rita Barberà i l'arribada d'un nou govern liderat per Joan Ribó que trencava una tendència de més de 20 anys de governs del Partit Popular (PP).

## Patrimoni
- Nucli original de l'eixample del Cabanyal és el nucli corresponent al desenvolupament urbà del barri des de finals del segle xix fins a meitat segle xx i que fou declarat Bé d'Interès Cultural pel decret 57/1993 del Govern Valencià.[18]
- Església dels Àngels de principis del segle xix té la condició de Bé de Rellevància Local (BRL) amb façana de tall clàssic.
- Església del Rosari de la segona meitat del segle xviii i construïda sobre una antiga ermita, té la condició de BRL.
- Casa dels Bous de finals del segle xix i encomanada per la Marina Auxiliant per a l'estabulació dels bous que servien per a la pesca de bou.
- Llotja del Peix de 1909, també encomanada per la Marina Auxiliant i que en un primer moment va servir d'espai per al comerç dels productes de la mar i emmagatzematge d'eines. Durant la guerra del Marroc fou utilitzat com a hospital de campanya i habitatge, ús aquest darrer que encara perdura a dia de hui.
- Casinet del Progrés Pescador de 1909 i estil modernista, seu de la Societat Musical Unió de Pescadors.
- Balneari de les Arenes
- Mercat del Cabanyal, de 1958
- Casa de la Reina
- Teatre El Musical
- Escorxador del Cabanyal

## Cultura

### La Setmana Santa Marinera

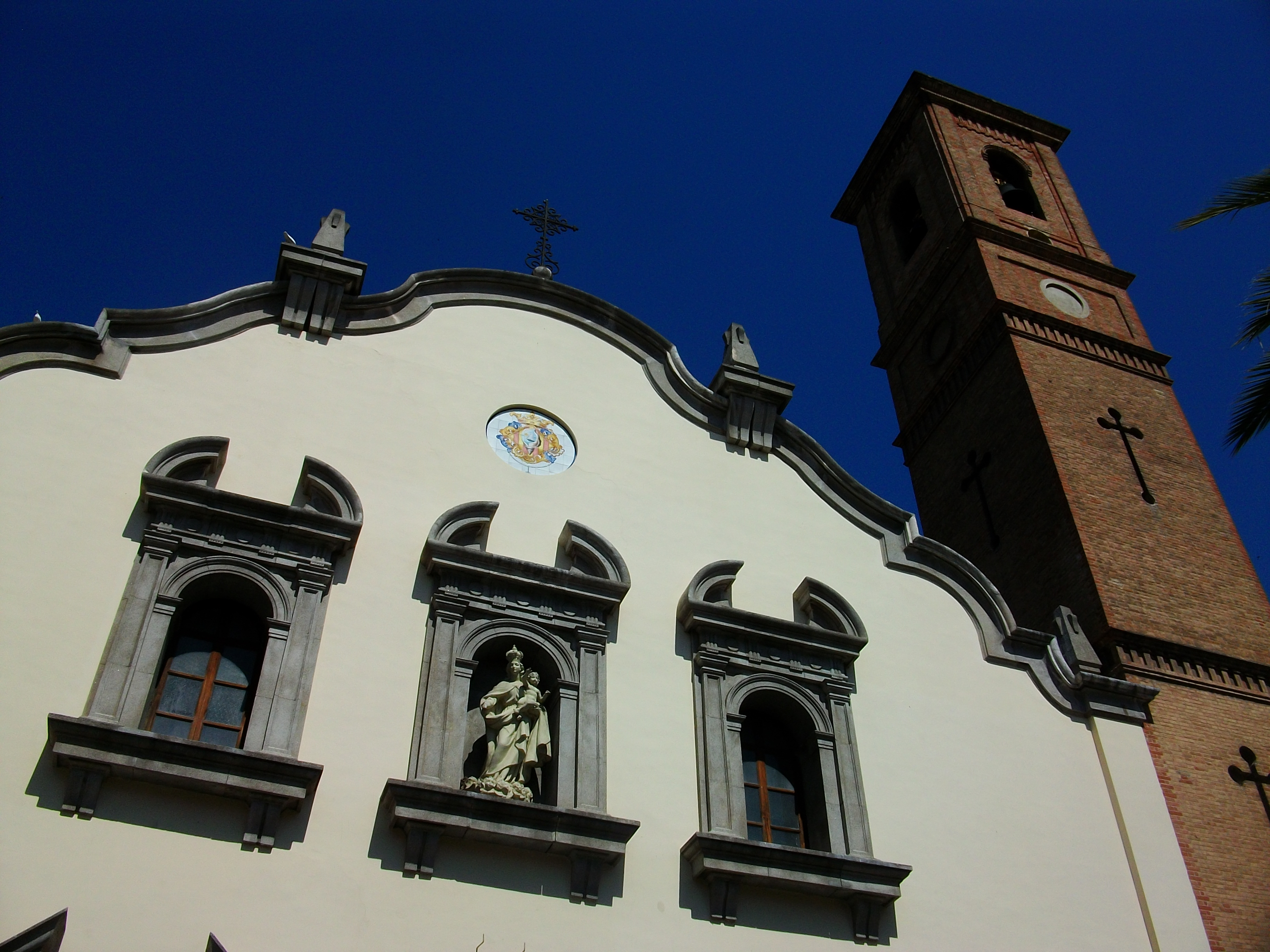
Església del Rosari.

L'activitat tradicional per antonomàsia al Cabanyal és la celebració de la Setmana Santa Marinera, els orígens de la qual es remunten al segle xv, quan es crea una agrupació anomenada la "Concòrdia dels Disciplinats" o Concòrdia dels que fan disciplina, de la qual va ser prior sant Vicent Ferrer. A partir d'ací, no se'n té cap tipus d'arxiu, perquè els arxius parroquials i els del mateix arquebisbat van ser destruïts durant la Guerra Civil. Per tant, s'han hagut de reconstruir els fets basant-se en fragments dispersos que han anat recomponent la història de la Setmana Santa Marinera.
Així doncs, entrem en el segle xx amb una fisonomia molt peculiar de la Setmana Santa Marinera. Hi havia, a les tres parròquies, corporacions de saions que rendeixen culte a Jesús de Natzaret amb la creu al llom; corporacions de granaders dedicades al culte de la Santíssima Verge, bé en la seua advocació dels Dolors, bé en la de la Soledat; i les confraries de Penitents, a València anomenades de Vestes, en al·lusió al capirot tradicional que porten en Setmana Santa. N'hi ha, d'estes últimes, la Confraria del Santíssim Crist del Salvador a la parròquia dels Àngels, la Confraria del Santíssim Crist del Bon Encert a la del Rosari i la Confraria del Santíssim Crist de la Concòrdia, a la del Grau o Santa Maria del Mar.
La renovació de tot açò es produïx en la dècada dels anys vint. Un grup de devots crea, el 1924, la Germandat de la Santa Faç a la Parròquia de la Mare de Déu del Rosari, i a ells correspon el mite d'haver introduït un nou element de culte, trencant amb la uniformitat de les imatges, perquè, al Natzaré i a la Dolorosa, afegí el grup del Pas de la Verònica, que constava de cinc figures. D'altra banda, en modificà el vestuari, dotant-lo de teles més riques (setí, seda i vellut) que, a poc a poc, va anar assumint la resta; en tercer lloc, acabà amb la concepció de Setmana Santa Marinera integrada per granaders, saions i vestes, donant pas a una etapa de creació de noves germandats que transformarà el panorama de les processons.
El 1948, la comitiva de la Setmana Santa que venia des del Cabanyal fins al Grau arribava fins a la part de darrere de Santa Maria del Mar pel carrer del Crist del Grau i es dissolia en eixa zona al costat de l'església, a l'avinguda del Port.
Després de 40 anys, només es tornaren a traure en processó les antigues germandats del nostre Pare Jesús Natzaré, la Pontifícia i Reial Germandat del Crist de la Concòrdia i els Granaders de Santa Maria del Mar, a la qual s'afegí una nova germandat: la de Jesús de Medinaceli.